# Ilmo Hela
Ilmo Hela, född 2 mars 1915 i Jyväskylä, död 25 november 1976 i Helsingfors, var en finländsk oceanograf.
Hela tjänstgjorde vid Havsforskningsinstitutet från 1940, blev filosofie doktor 1945, var professor vid University of Miami 1951–55 och därefter direktor för nämnda institut. Han var 1961–63 föreståndare för Internationella atomenergiorganets laboratorium för utforskning av havens radioaktivitet i Monaco och 1948–66 docent i geofysik vid Helsingfors universitet. Han var ledamot av Unescos styrelse från 1966, dess vice ordförande 1972–74 samt tilldelades akademikers titel 1975.